# Буйок Марія Миколаївна
Марі́я Микола́ївна Буйок (7 квітня 1990) — українська самбістка, вагова категорія до 52 кг. Представляє ЗСУ, Чернігівська область.

## Спортивні досягнення
В листопаді 2015 року на чемпіонаті світу з самбо (Касабланка, Марокко) здобула золоту медаль.